# فریپورت (کانزاس)
فریپورت (به انگلیسی: Freeport) شهری در ایالت کانزاس کشور ایالات متحده آمریکا است که جمعیت آن در سرشماری سال ۲۰۱۰ میلادی، ۵ نفر بوده‌است.